# أندريا كوبل
أندريا كوبل (بالإنجليزية: Andrea Koppel)‏ هي صحفية أمريكية، ولدت في 27 نوفمبر 1963.